# アインシュタイン塔
アインシュタイン塔（アインシュタインとう、独: Einsteinturm）はドイツ・ポツダムにある歴史建造物。1920年から1924年にかけて建てられた、ドイツの建築家エーリッヒ・メンデルゾーンのデビュー作。「相対性理論」を実測検証する為に建設された観測施設であり、名前はその提唱者のアルベルト・アインシュタインに因む。アインシュタイン自身は勤務したことはないが、設立には協力した。

## 概要
この塔は、重力によりスペクトルが変化するアインシュタイン効果（赤方偏移）を検証するために作られたが、当時は成功しなかった。塔を貫くように1.5mの太陽望遠鏡が設置されている。現在はポツダム天体物理天文台の管理下で稼働している。
元々は研究施設として建設されたが、その彫塑的なデザインが話題となり、注目を浴びた。当初はまだ建築素材として珍しい部類に入るコンクリートを使用して建てられることが予定されていたが、第一次世界大戦後の資材不足により、実際は煉瓦造の上にコンクリートが被さっている。ドイツ表現主義の代表的建築物としても知られている。
反ユダヤ主義を掲げるナチスドイツが政権を取った1933年に「太陽物理学研究所」（„Institut für Sonnenphysik“)と改称させられ、設計したメンデルスゾーンはイギリスに亡命した。第二次世界大戦後に元の名称に戻された。
煉瓦にコンクリートを被せた特異な構造が原因で劣化しやすく、戦前からたびたび修復を受けている。第二次世界大戦の空襲でも損傷した。

## 日本のアインシュタイン塔

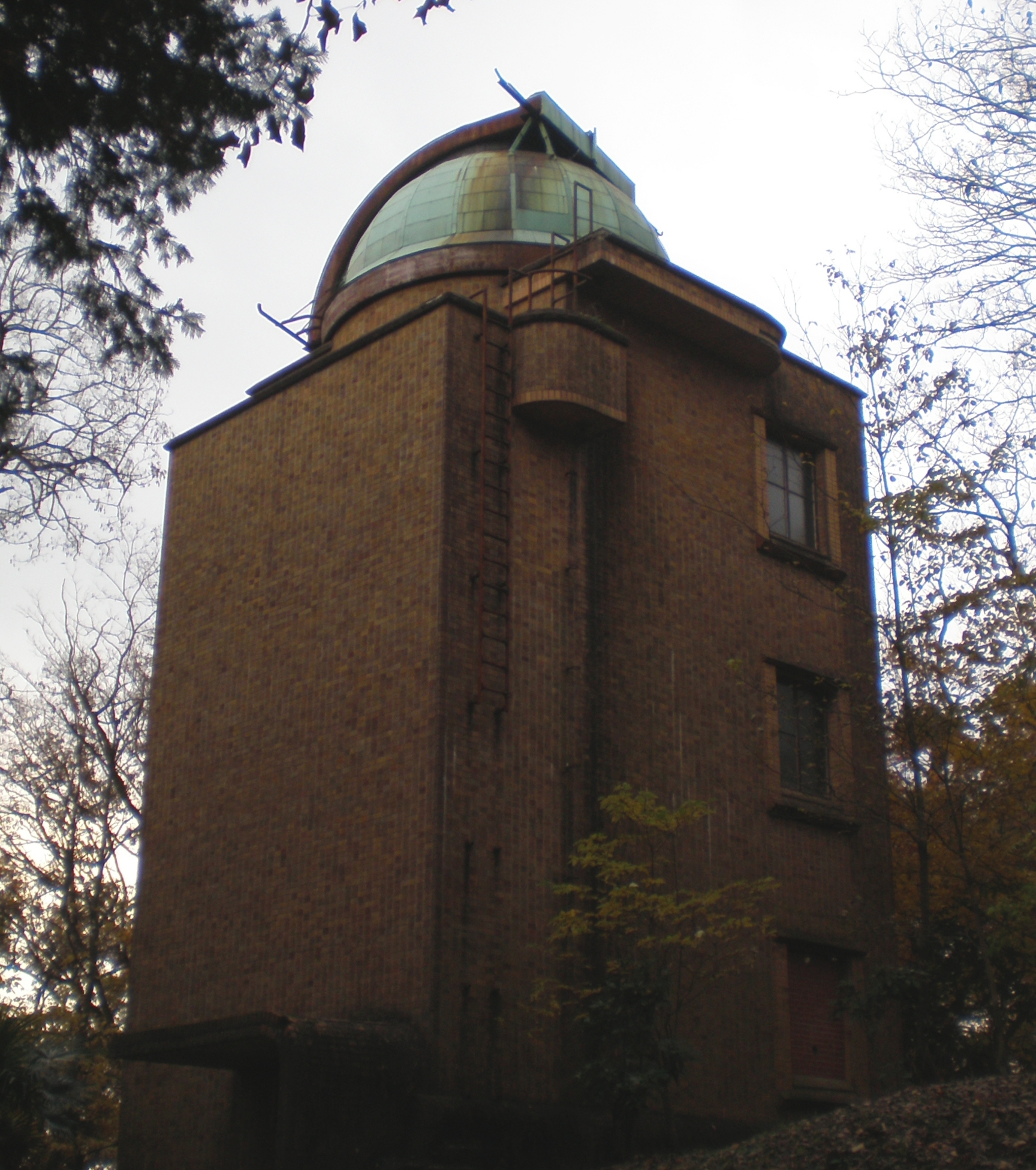
東京天文台・太陽分光写真儀室

東京都三鷹市の国立天文台にポツダムのアインシュタイン塔と同じく太陽放射のスペクトルを観測し、一般相対性理論の検証を行う事を目的として1930年（昭和5年）、太陽分光写真儀室という建物が作られた。使用の目的も、使用される装置構造もポツダムのアインシュタイン塔と同じこの建物は、堀健夫をはじめとする当時の研究者間で「三鷹のアインシュタイン塔」という通称がつけられ、その名称で広まった。